# Guild Wars: Nightfall (Official Soundtrack)
Guild Wars: Nightfall (Official Soundtrack) – ścieżka dźwiękowa z gry Guild Wars: Nightfall, została skomponowana przez Jeremy'ego Soule'a. Ścieżka dźwiękowa zawiera 41 utworów.

## Lista utworów
1. Land of the Golden Sun – 2:13
2. Guardian Sunspears – 3:17
3. Lost Dynasties – 3:53
4. The Grand Cataract – 1:02
5. Gathering Storm (Extended) – 3:09
6. Festival of Lyss – 3:20
7. Desert Dwellers – 1:02
8. March of the Margonites – 1:18
9. Fortress of Jahai – 2:00
10. Pride of the Centaurs – 1:00
11. Haunted Ruins – 2:20
12. Turai's Legacy – 3:10
13. Dining in the Great Hall (Bonus) – 0:47
14. Elona's New Hope – 0:50
15. Path to War – 1:18
16. Tortured Souls – 3:14
17. Sunspear Assault – 1:20
18. Garden of Seborhin – 4:17
19. On Harpie's Wings – 1:03
20. The Forgotten God – 2:20
21. Corsair Armada – 1:04
22. Black Sails at Dawn – 2:16
23. Theme for Varesh (Bonus) – 1:58
24. Sulfurous Wastes – 2:16
25. The Garrison – 1:09
26. Web of Terror – 3:53
27. Invasion of Vabbi – 1:10
28. Resplendent Makuun – 3:09
29. Kormir's Theme – 2:19
30. Kournan Caravan – 	2:16
31. Into the Breach – 1:17
32. Distant Battle – 1:07
33. The Makers' Song – 2:12
34. Desperate Flight – 1:04
35. Unseen Intruders – 0:54
36. Abaddon's Gift – 1:10
37. The Barricades – 1:15
38. The Five True Gods – 1:08
39. Trailer – Cries of Elona (Bonus) – 2:17
40. Trailer – Sunspears Attack! (Bonus) – 2:18
41. Alternate Theme (Bonus) – 1:29